# Dans les mailles du filet (film, 1937)
Pour les articles homonymes, voir Dans les mailles du filet.
Pour plus de détails, voir Fiche technique et Distribution.
Dans les mailles du filet (Renfrew of the Royal Mounted) est un film américain réalisé par Albert Herman et sorti en 1937.

## Fiche technique
- Titre original : Renfrew of the Royal Mounted
- Réalisation : Albert Herman
- Scénario : Laurie York Erskine, Charles Logue
- Directeur de la photographie : Francis Corby
- Montage : Holbrook N. Todd
- Durée : 57 minutes
- Dates de sortie :
  - États-Unis : 29 septembre 1937
  - France : 31 décembre 1947

## Distribution
- James Newill : Sergeant Renfrew
- Carol Hughes : Virginia Bronson
- William Royle : George Powlis
- Herbert Corthell : James Bronson
- Kenneth Harlan : Roger 'Angel' Carroll
- Dickie Jones : Tommy MacDonald
- Chief Thundercloud : l'homme de main indien
- William Austin : Constable Kelly
- Donald Reed : Constable MacDonald
- Lightning : le chien de Renfrew

Reste de la distribution non créditée
- Chris Allen : homme au pique-nique
- James Carlisle : un touriste
- Earl Douglas : RCMP Constable
- Dwight Frye : commis de bureau
- William Gould : Inspecteur Newcomb
- Otto Hoffman : un citadin
- Arthur Millett : John
- Buck Morgan : un homme de main
- Dave O'Brien : Charles Dreamy Nolan
- Marin Sais : Mrs. MacDonald
- Allen D. Sewall : homme au pique-nique
- Forrest Taylor : agent de la douane
- Bob Terry : Duc, homme de main
- Sid Troy : homme au pique-nique
- Francis Walker : l'homme de main captif
- Robert J. Wilke : gendarme au pique-nique